# Szászcsanád

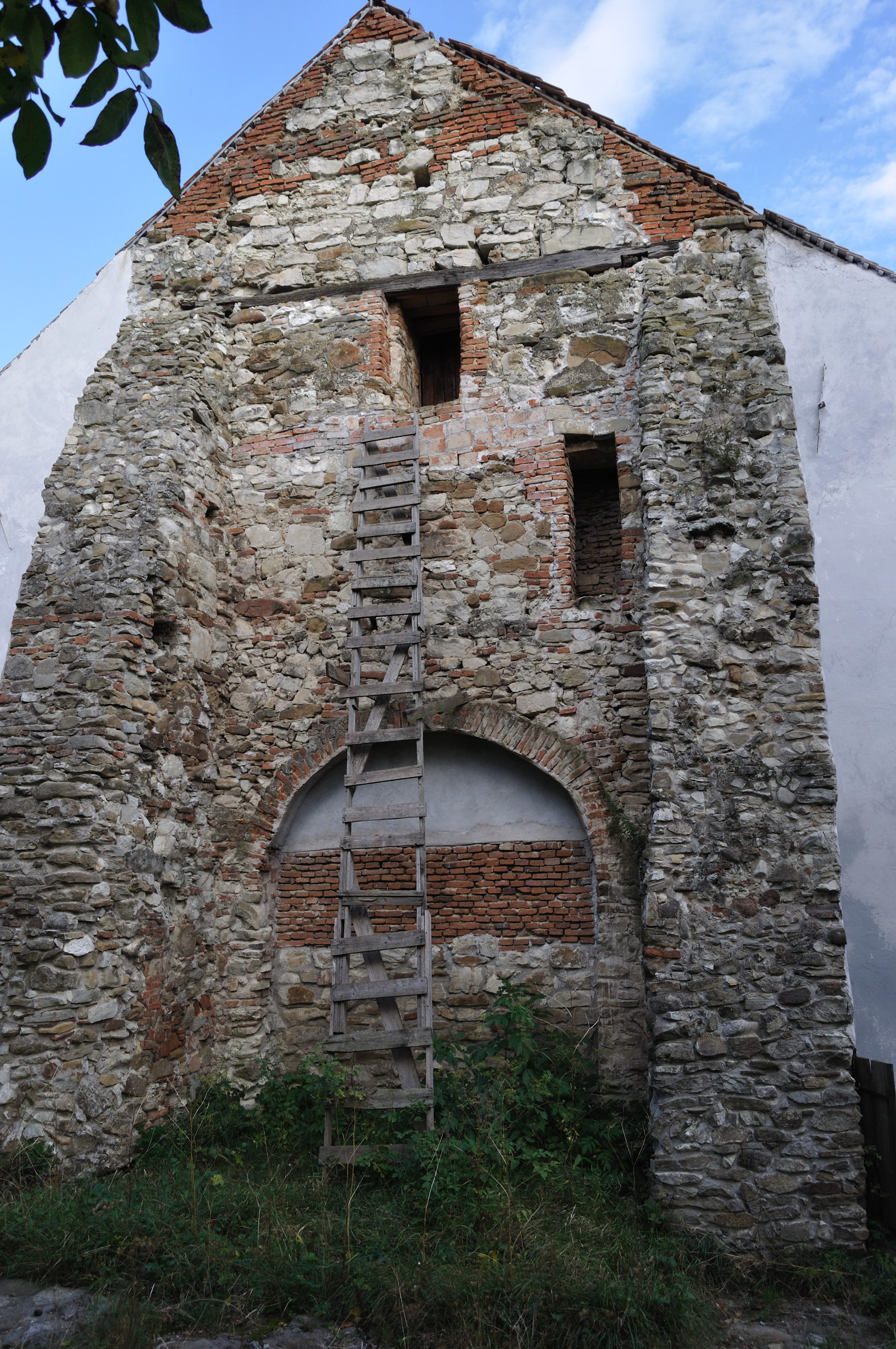

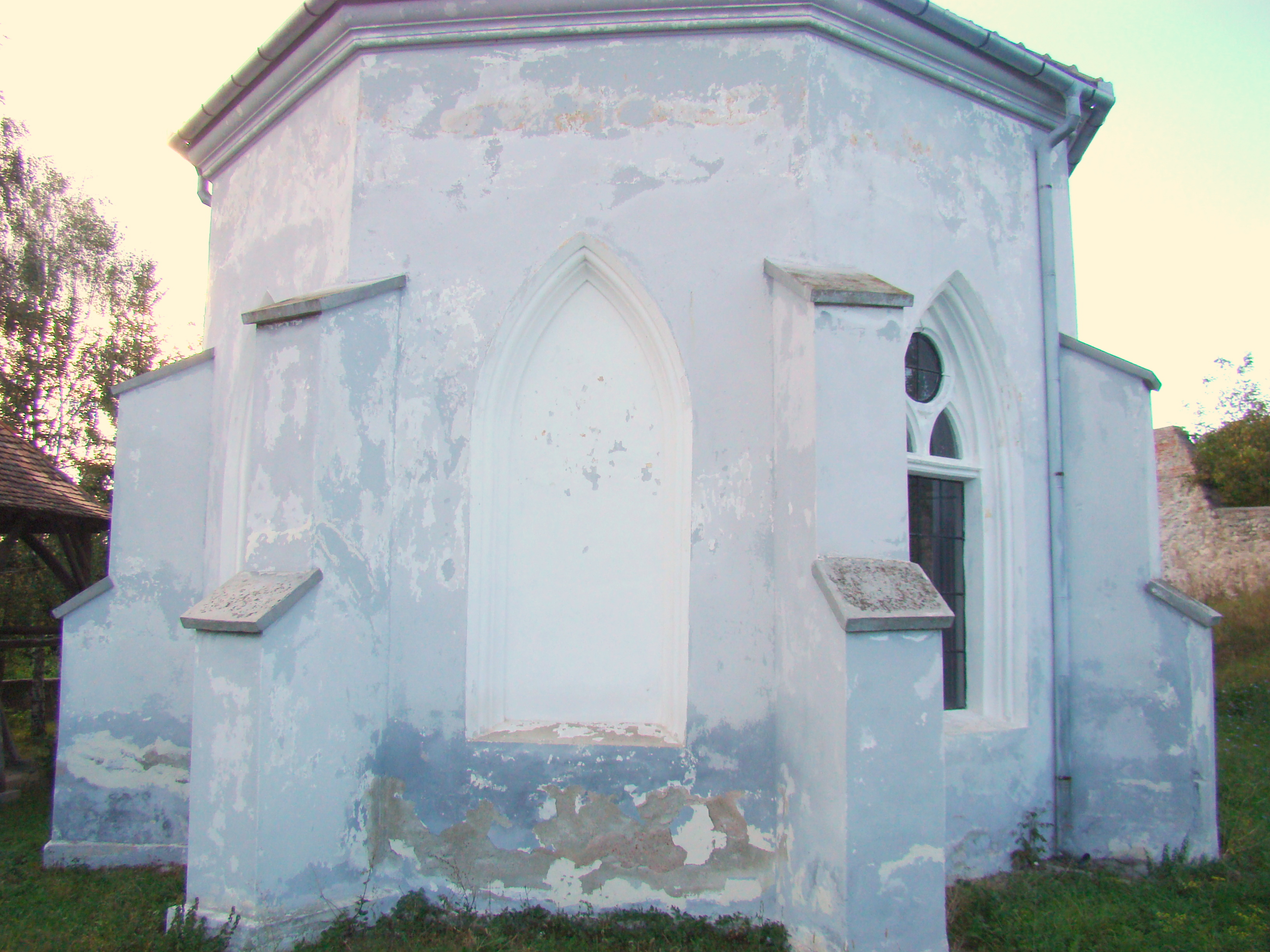

Szászcsanád (románul: Cenade, németül: Scholten, szászul Šoltn) falu Romániában, Erdélyben, Fehér megyében.

## Fekvése
Balázsfalvától 22 kilométerre délkeletre, a Kis-Székás völgyében fekszik.

## Nevének eredete
Neve végső soron személynévi eredetű, de valószínű, hogy a csanádi területen fekvő egresi apátság 13. századi birtoklásának emlékét őrzi. Először egy 1315-ból származó oklevél 1402-ből fennmaradt másolatában még Salencen vagy Salente, 1334-ben már Chanad, 1468-ban pedig Zazchanad alakban említették. Német nevét sósforrásairól vette.

## Története
Szász alapítású falu volt Szebenszékben, majd 1876-tól Alsó-Fehér vármegyében, jelentős bortermeléssel. Papja 1334-ben 44 dénár tizedet fizetett. A 16. században evangélikus káptalan székhelye is volt. A kurucok 1705-ben, Bánffy György udvarházával együtt elpusztították. 1731-ben összeírták benne Bánffy Dénes udvarházát. Később a Telekiek birtokolták. Görögkatolikus gyülekezete áttéréssel 1793-ban alakult.
Az 1880-as években szász lakói szőlőt műveltek. Mindkét román felekezetnek fatemploma állt a falun kívül, a hegyoldalban. Cigány lakói közül az ortodoxok kovácsmesterséggel, a görögkatolikusok napszámosmunkával foglalkoztak. Hagyományos piacközpontjának Nagyszeben számított. Két legnagyobb birtoktestét a 20. század elején a balázsfalvi püspökség vásárolta meg. Az 1900-as években a balázsfalvi baziliták és az ún. Șuluțan-alap uradalmának központja volt.
1880-ban 1659 lakosából 975 volt román, 506 német, 137 cigány és 41 magyar anyanyelvű; 645 ortodox, 523 evangélikus, 445 görögkatolikus és 25 református vallású.
2002-ben 1005 lakosából 879 vallotta magát román, 59 német, 54 cigány és 8 magyar nemzetiségűnek; 629 ortodox, 290 görögkatolikus, 66 evangélikus és 12 baptista vallásúnak. A községhez tartozó Gorgan házcsoportban hét, Hegyitanyákon három román nemzetiségű lakos élt.
A Romániai Ágostai Hitvallású Evangélikus Egyház idősotthont tart fönn a településen.

## Látnivalók
- Evangélikus templomának szentélye gótikus stílusú, 1407-ben fejezték be. A 16. század elején nyugati végéhez hajót építettek. Ekkor építették kerítőfalát is, amely már csak töredékeiben áll. Faragott templomajtaja az 1520-as években készült, és a nagyszebeni Brukenthal Múzeum őrzi. Két harangját a 15. században öntötték.[6]
- Három Teleki-udvarház.
- Néprajzi múzeum (2006 óta).

## Híres emberek
- Itt született 1882-ben Ion Agârbiceanu író.
- Itt született 1870-ben Tuzson János botanikus.
- Itt született Csanádi Balázs erdélyi püspök (1424–1427).[7]
- Itt halt meg 1685-ben Bornemisza Kata, I. Apafi Mihály sógornője.
- Itt született 1903-ban Dobolyi Tibor vízépítő mérnök.
- Itt született 1933-ban M. M. Binder-Scholten németül, románul és szászul alkotó író, költő.
- Itt született 1933-ban Viorel Mărginean festőművész, 1995–96-ban művelődésügyi miniszter.

## Testvértelepülése
- Mormant, Franciaország

## Képgaléria

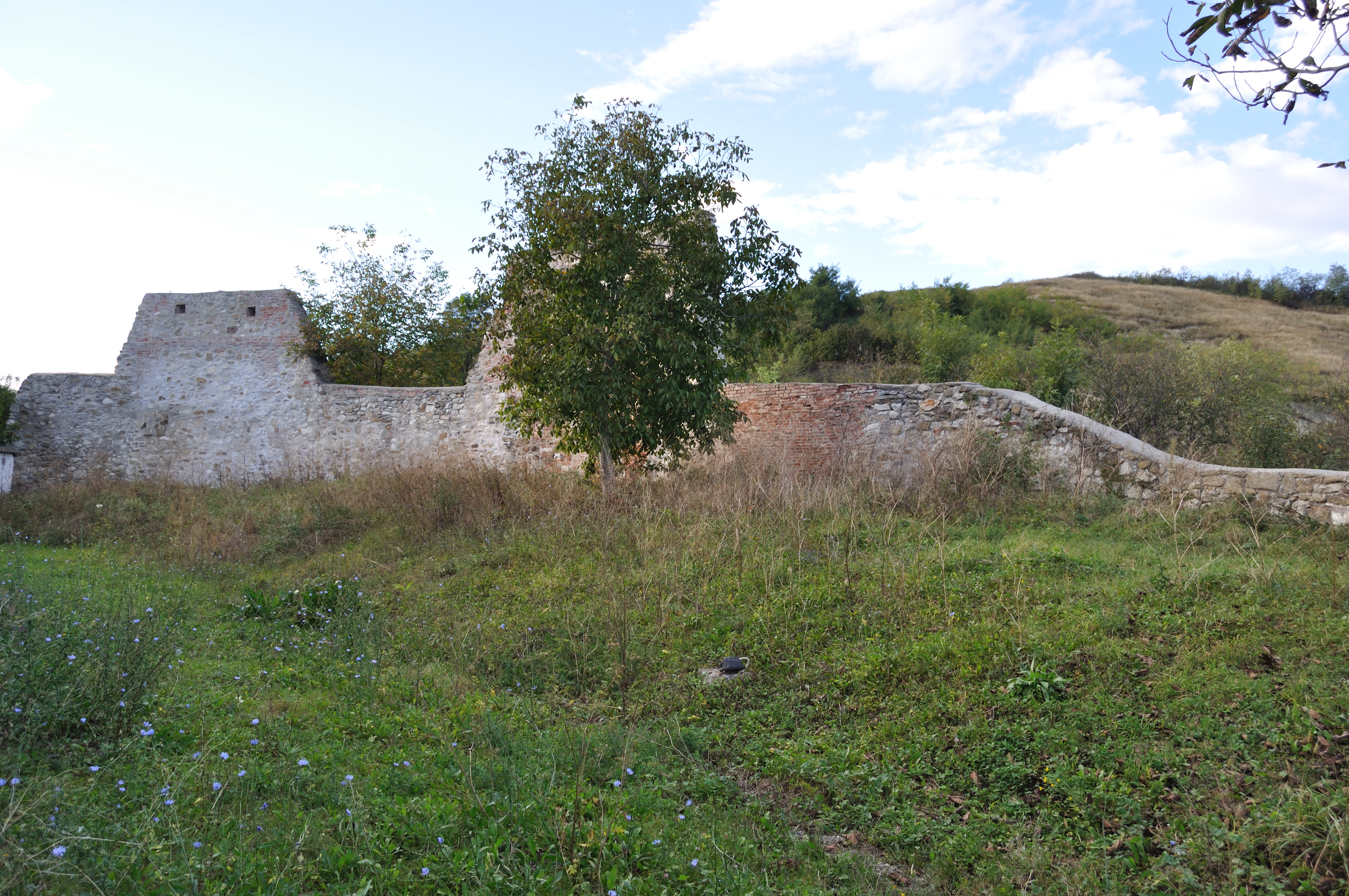
Az evangélikus templom kerítőfalának részlete
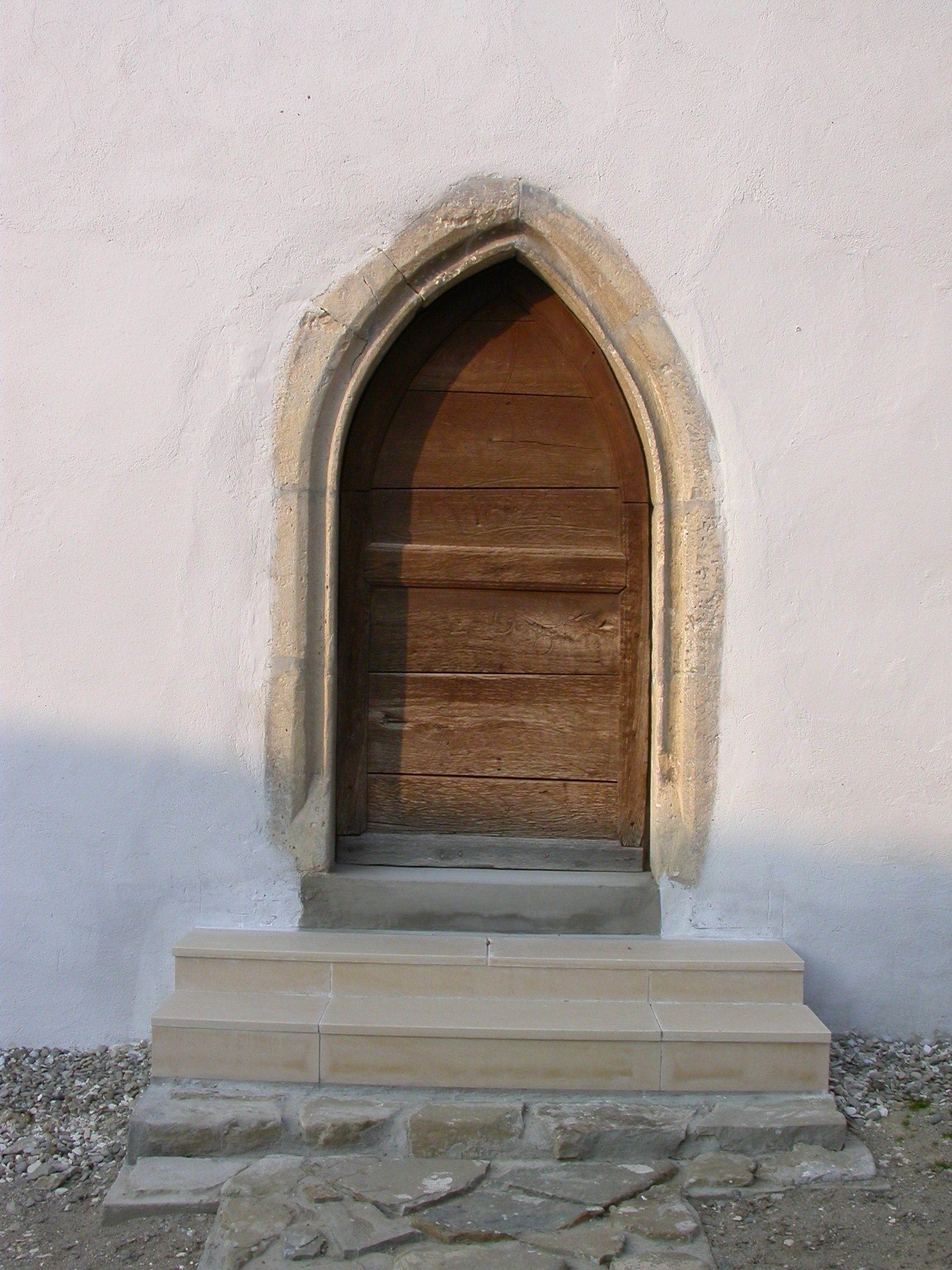
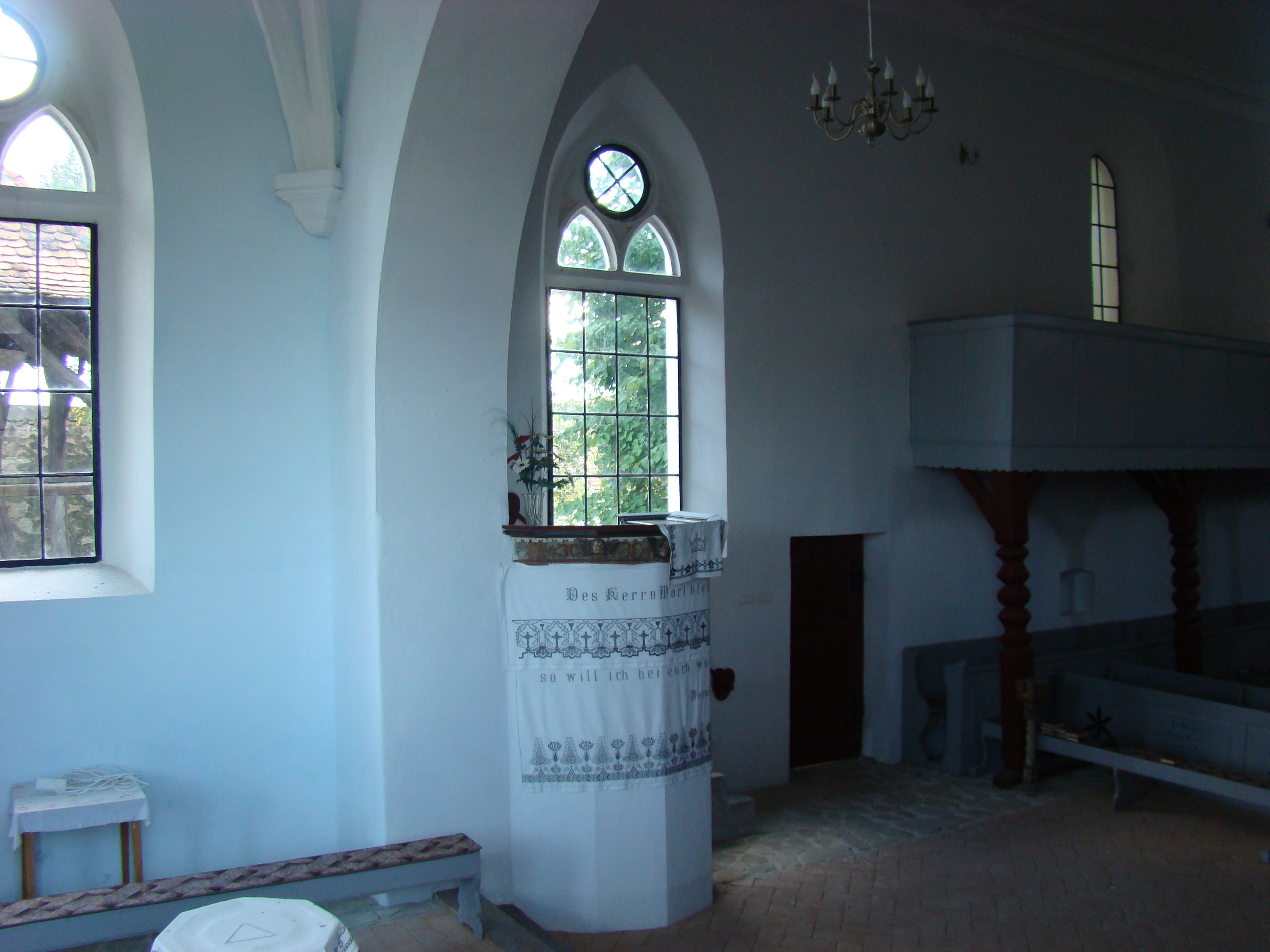
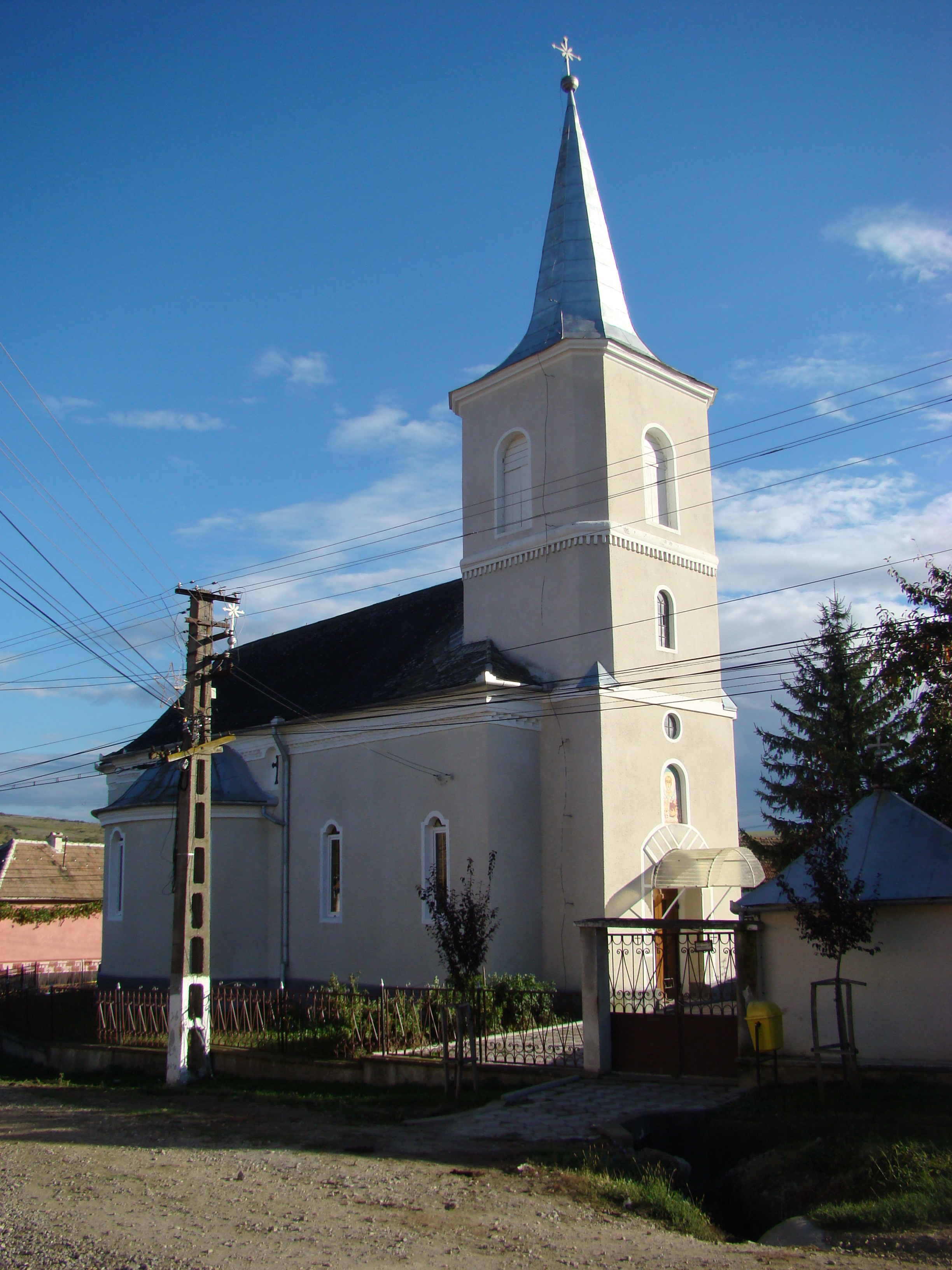
Ortodox templom
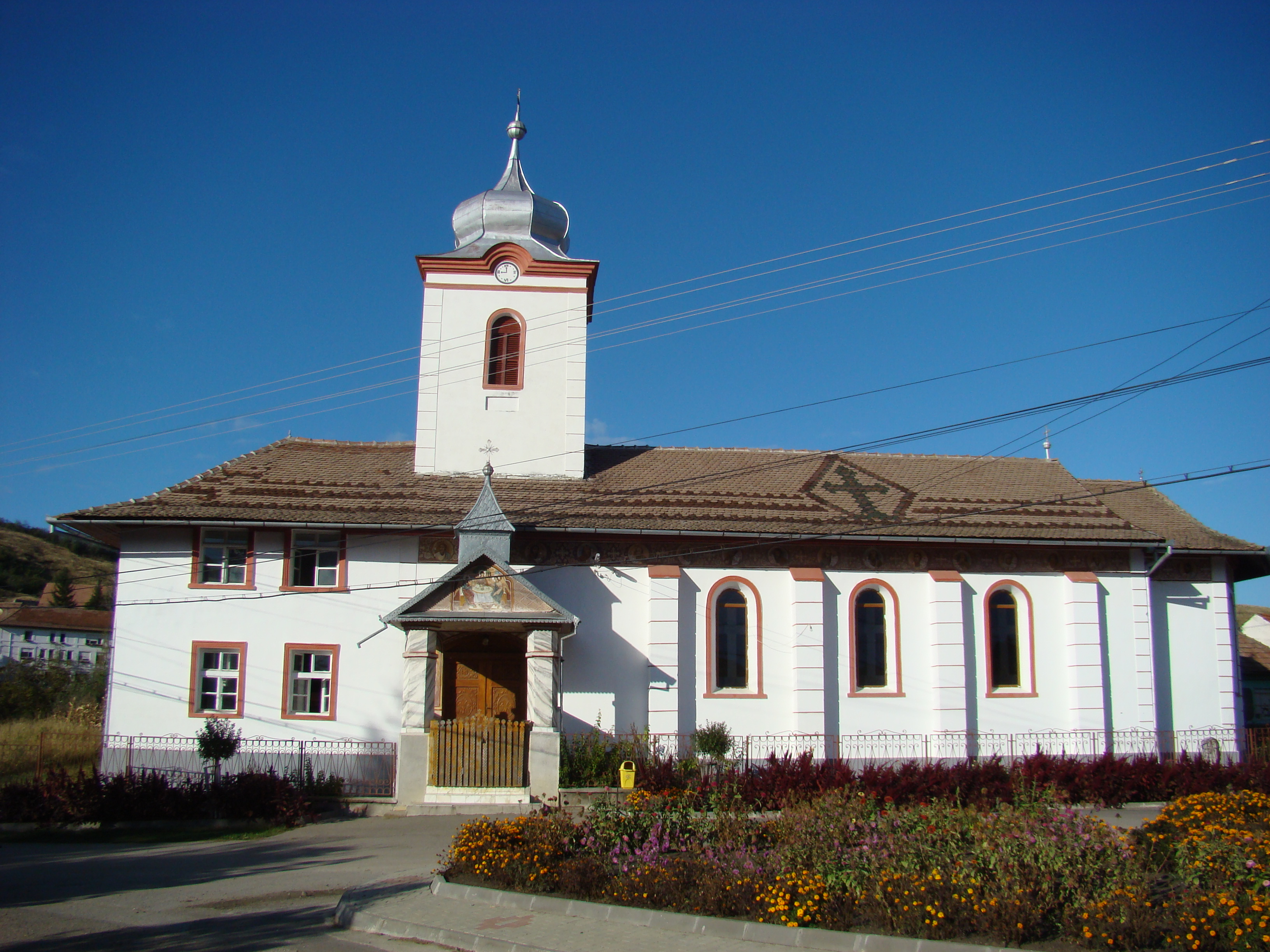
Görögkatolikus templom